# Droga wojewódzka nr 796
Droga wojewódzka nr 796 – droga wojewódzka we wschodniej części woj. śląskiego łącząca Zawiercie z Dąbrową Górniczą. Droga przebiega przez powiat grodzki Dąbrowa Górnicza oraz powiat zawierciański, a na jego obszarze przez gminy: Łazy oraz miasto Zawiercie. Kończy się w Ząbkowicach, dzielnicy Dąbrowy Górniczej, w pobliżu Huty Katowice, skrzyżowaniem ze zjazdem na Wschodnią Obwodnicę GOPu oraz ul. św. Antoniego.

## Miejscowości leżące przy trasie 796
- Zawiercie
- Kuźnica Masłońska
- Turza
- Ciągowice
- Wysoka
- Chruszczobród
- Dąbrowa Górnicza